# Mortemia
Mortemia is een Noorse gothicmetalband, louter bestaande uit Morten Veland, oprichter van de bands Tristania en Sirenia. Mortemia kenmerkt zich enerzijds doordat de band uit slechts één vast lid bestaat en anderzijds door de vele samenwerkingen met (bekende) zangeressen, veelal afkomstig uit de rock- en metalwereld.

## Geschiedenis
De band werd in 2009 opgericht. Op 6 juli van dat jaar deelde Veland mede een platencontract te hebben getekend bij Napalm Records. Het debuutalbum, genaamd Misere Mortem, verscheen in februari 2010. Een van de nummers, The One I Once Was, werd een maand eerder reeds verspreid via de toenmalige Myspace-pagina van de band. Het album werd opgenomen in Audio Avenue Studios in Stavanger, de opnamestudio van Veland, en Sound Suite Studios in Frankrijk. Veel strofes op het album waren voorzien van koorzang. Na 2010 laste Mortemia een pauze voor onbepaalde tijd in.
Op 20 april 2021 kondigde Veland aan dat hij voornemens was nieuwe nummers uit te brengen als Mortemia, op de nog te verschijnen ep The Pandemic Pandemonium Sessions. Hiervoor zou gebruik worden gemaakt van Velands nieuwe opnamestudio Veland Music. Qua concept werd een andere weg ingeslagen, met ruimte voor melodieuzere klanken en diversere stijlen. Ook zou meer dan voorheen een beroep worden gedaan op (bekende) zangeressen en minder op zangkoren. De eerste single die verscheen was The Enigmatic Sequel, met Madeleine Liljestam. De tweede single, Death Turns a Blind Eye, volgde in juni 2021 en bevatte gastzang van Marcela Bovio. Een derde nummer, The Hour of Wrath, met Alessia Scolletti werd een maand later uitgebracht. In 2022 verscheen eerdergenoemde ep.
Op 9 december 2022 bracht Mortemia een cover van Madonna's nummer Frozen ten gehore. Hiervoor werd samengewerkt met zangeres Federica Lanna. Het jaar daarop werd een derde ep uitgebracht, The Covid Aftermath Sessions. In 2025 volgde nummer vier, The Cover Collab Sessions.

## Discografie

### Studioalbums
| Jaar | Titel         |
| ---- | ------------- |
| 2010 | Misere Mortem |

### Ep's
| Jaar | Titel                             |
| ---- | --------------------------------- |
| 2022 | The Pandemic Pandemonium Sessions |
| 2023 | The Covid Aftermath Sessions      |
| 2025 | The Cover Collab Sessions         |

### Singles
| Jaar | Titel                         | Album/ep                          | Met artiest                     | Opmerkingen             |
| ---- | ----------------------------- | --------------------------------- | ------------------------------- | ----------------------- |
| 2010 | The One I Once Was            | Misere Mortem                     |                                 |                         |
| 2021 | The Enigmatic Sequel          | The Pandemic Pandemonium Sessions | Madeleine Liljestam             |                         |
| 2021 | Death Turns a Blind Eye       | The Pandemic Pandemonium Sessions | Marcela Bovio                   |                         |
| 2021 | The Hour of Wrath             | The Pandemic Pandemonium Sessions | Alessia Scolletti               |                         |
| 2021 | Devastation Bound             | The Pandemic Pandemonium Sessions | Melissa Bonny                   |                         |
| 2021 | My Demons and I               | The Pandemic Pandemonium Sessions | Brittney Slayes                 |                         |
| 2022 | Here Comes Winter             | The Pandemic Pandemonium Sessions | Maja Shining                    |                         |
| 2022 | Lost Horizon                  | The Pandemic Pandemonium Sessions | Erica Ohlsson                   |                         |
| 2022 | What Else Is There?           | The Pandemic Pandemonium Sessions | Zora Cock                       | cover van Röyksopp      |
| 2022 | Forever and Beyond            | The Pandemic Pandemonium Sessions | Linda Toni Grahn                |                         |
| 2022 | Adrenalize                    | The Pandemic Pandemonium Sessions | Caterina Nix                    |                         |
| 2023 | Frozen                        | The Covid Aftermath Sessions      | Federica Lanna                  | cover van Madonna       |
| 2023 | The Endless Shore             | The Covid Aftermath Sessions      | Ulli Perhonen en Nils Courbaron |                         |
| 2023 | The Hourglass                 | The Covid Aftermath Sessions      | Ambre Vourvahis                 |                         |
| 2023 | Antidote                      | The Covid Aftermath Sessions      | Fabienne Erni                   |                         |
| 2023 | Kråkevisa                     | The Covid Aftermath Sessions      | Lindy-Fay Hella                 |                         |
| 2024 | Eyes of the Viper             | The Covid Aftermath Sessions      | Margarita Monet                 |                         |
| 2024 | Samurai                       | The Covid Aftermath Sessions      | Marina La Torraca               | cover van Michael Cretu |
| 2024 | A Thousand Light-years Unfold | The Covid Aftermath Sessions      | Nicoletta Rosellini             |                         |
| 2024 | Fovamai                       | The Covid Aftermath Sessions      | Maxi Nil                        | cover van Mple          |
| 2024 | Allegria                      | The Covid Aftermath Sessions      | Capri                           |                         |
| 2024 | Riders of the Storm           | The Covid Aftermath Sessions      | Emma Zoldan                     |                         |
| 2025 | Like a Hurricane              | The Cover Collab Sessions         | Dianne van Giersbergen          | cover van Neil Young    |
| 2025 | At Journey's End              | The Cover Collab Sessions         | Chiara Tricarico                |                         |